# Jean Stafford
Jean Stafford (Covina, 1º luglio 1915 – White Plains, 26 marzo 1979) è stata una scrittrice statunitense, vincitrice del Premio Pulitzer per la narrativa nel 1970 per la raccolta di racconti The Collected Stories of Jean Stafford.

## Biografia
Jean Stafford nasce il primo luglio 1915 a Covina, nella Contea di Los Angeles. Cresciuta nel Colorado, dopo la laurea alla University of Colorado at Boulder nel 1936, continua i propri studi all'Università Ruperto Carola di Heidelberg.
Tornata negli Stati Uniti, esordisce nella narrativa nel 1944 con il romanzo Boston Adventure, divenuto subito un best seller, al quale seguiranno altri due romanzi: Il puma nel 1947 eThe Catherine Wheel nel 1952.
La sua definitiva consacrazione avviene tuttavia con i racconti, pubblicati fin dagli anni quaranta sulle pagine del New Yorker e raccolti in maniera definitiva nel 1969 nel volume The Collected Stories of Jean Stafford, vincitore del Premio Pulitzer l'anno seguente.
Autrice prolifica, si cimenta anche nella narrativa per l'infanzia (Elephi: The Cat with the High I.Q. e The Lion and the Carpenter and Other Tales from the Arabian Tales Retold entrambi del 1962) e pubblica nel 1966 la biografia di Marguerite Oswald, madre di Lee Harvey Oswald, A Mother in History.
Muore a 63 anni il 26 marzo 1979 a White Plains, nella Contea di Westchester, New York.

## Vita privata
Jean Stafford è stata sposata tre volte: la prima dal 1940 al 1948 con il poeta Robert Lowell, la seconda con Oliver Jensen, la terza dal 1959 al 1963 con il giornalista A. J. Liebling.

## Opere

### Romanzi
- Boston Adventure (1944)
- Il puma [The Mountain Lion], collana Collana Fabula; 391, traduzione di Monica Pareschi, Milano, Adelphi, 2023  [1947], ISBN 978-88-459-3776-7.
- The Catherine Wheel (1952)

### Racconti
- Il castello interiore (The Interior Castle, 1947), traduzione di Chiara Gabutti, Prefazione di Irene Bignardi, Collana BUR Scrittori Contemporanei, Milano, Rizzoli, 2011, ISBN 978-88-170-5086-9.
- Children Are Bored on Sunday (1953)
- Stories (1956)
- Bad Characters (1964)
- The Collected Stories of Jean Stafford (1969)

### Narrativa per l'infanzia
- Elephi. Un gatto molto intelligente (Elephi: The Cat with the High I.Q., 1962), traduzione di Livia Signorini, illustrazioni di Erik Blegvad, Collana i cavoli a merenda n.39, Milano, Adelphi, 2022, ISBN 978-88-459-3742-2.
- The Lion and the Carpenter and Other Tales from the Arabian Tales Retold (1962)

### Saggistica
- A Mother in History (1966)

### Antologie
- New Short Novels (1954)
- A Book of Stories (1957)

## Filmografia
- Hollywood Opening Night (serie TV) (1952) 1 episodio
- Pardon me for living di Stephen H. Foreman (film per la TV) (1982) (soggetto)